# هسبريس
هسبريس هي جريدة إلكترونية مغربية تأسست في فبراير 2007 يديرها أمين الكنوني. اختارتها مجلة فوربس في الشرق الأوسط كأول موقع إخباري إلكتروني في المغرب الكبير وفي المرتبة الثالثة على قائمة أقوى المواقع الإخبارية باللغة العربية للعام 2012.
يستقبل الموقع محتويات من متابعيه، حيث لا تشتغل هسبريس بمنطق مجلس التحرير كما هو معمول به في تقاليد الصحافة الورقية، فهو لا يحتوي على افتتاحية يومية أو عمود قار لمدير الموقع. هي «مدونة جماعية للنشر الإلكتروني» سواء كان كتابيا أو صورة صامتة أو متحركة.

## تاريخ
اسم الموقع تم استلهامه من الأساطير الإغريقية تعني كلمة هسبريس الأطلال والحدائق التي كانت تقع في شواطئ المغرب بالمحيط الأطلسي.
مدير الموقع، طه الحمدوشي، الذي يعيش في كندا، أحس بالرغبة في متابعة الأحداث التي يعيشها المغرب، فتعاقد مع شركة «egyxp» التي يملكها المصري محمد فتح الله، والاختيار كان ماديا من جهة، ومن جهة أخرى أغلب الشركات المغربية المتخصصة في إنشاء المواقع فرنكفونية لا تتقن اللغة الرسمية للبلاد، تتقن أكثر التعامل مع تصميم المواقع بلغات أجنبية.
سنة 2009 كان الموقع مسجل عن طريق شركة «enom» الأمريكية، ويتم تجديد اسم النطاق سنويا بعشرة دولارات فقط، بينما كانت تكلف الاستضافة على خوادم ويندوز عشرين ألف درهم شهريا. وتوفر بيانات الموقع والاستضافة شركة «genious communications» التي يوجد مقرها بتكنوبارك الدار البيضاء.

### نسخة ورقية
أطلق الموقع “مجلة هسبريس” الورقية، صدر العدد الأول من المجلة بداية يناير 2013 ليكون في متناول القراء بأكشاك المغرب، وفؤاد مدني هو مدير نشر ورئيس تحرير المجلة، وحسان الكنوني المدير العام لشركة (HESPRESSMAG‏). مقر «مجلة هسبريس» بالدار البيضاء. وبعد أن وصلت للعدد 29 توقف إصدار النسخة الورقية، حيث قررت الشركة الناشرة لذات المجلة توقيف الإصدار، حيث ابلغت إدارتها الصحفيين بهذا القرار يوم الخميس 19 يوليوز 2013.

## وصلات خارجية
- هسبريس عنوان الجريدة.